# WoO
Werke ohne Opuszahl("작품 번호 없는 작품", Works without opus number, WoO), 또는 킨스키-할름 목록은 게오르크 킨스키와 한스 할름이 1955년에 작성한 독일 음악 목록으로, 주로 루트비히 판 베토벤의 작품 번호가 부여되지 않았거나 단편으로만 남아있는 모든 작곡을 나열한다. 이 작품은 원래 독일어로 Das Werk Beethovens: Thematisch-bibliographisches Verzeichnis seiner sämtlichen vollendeten Kompositionen이라는 제목이 붙었다.
WoO 약어는 때때로 요하네스 브람스, 로베르트 슈만, 무치오 클레멘티, 루이스 슈포어, 요아힘 라프, 또는 페르디난트 리스와 같은 다른 작곡가들의 작품 번호 없는 작품을 지칭하는 데 사용되기도 한다.

## 같이 보기
- 베토벤 작품 목록
- 루트비히 판 베토벤의 작품 목록